# النمر الأبيض (فلم 2012)
النمر الأبيض هو فيلم حربي روسي من إخراج كارين شاخنازاروف،تم ختيار الفيلم ليمثل روسيا في جائزة الأوسكار لأفضل فيلم بلغة أجنبية في حفل توزيع جوائز الأوسكار الخامس والثمانون.